# Oleophobieren
Oleophobieren bedeutet „ölabweisend machen“, also das Aufbringen von Appreturflüssigkeiten (Flotten), um Textilien oder Oberflächen schmutz- und ölabweisend zu machen.
Bei Textilien wird diese Technik z. B. bei Teppichen und Teppichböden angewendet, damit an Schuhen anhaftendes Öl oder anhaftender Schmutz den Teppich nicht beschädigt. Dadurch wird verhindert, dass die Fasern das Öl aufsaugen.
Weiterhin können Oberflächen oleophobiert werden, um das Eindringen von Öl oder ölverwandten Stoffen zu verhindern. Anwendungsbereiche sind z. B. Küchenarbeitsplatten aus Stein, die solcherart vor der Fleckenbildung durch ölige Substanzen geschützt werden oder auch prophylaktisch Fassaden, an denen dann Graffiti nicht so gut haften und damit leichter entfernt werden können.
Für reine oleophobe Ausrüstungen werden meist sehr polare Verbindungen verwendet, die allerdings oft nicht wasserabweisend sind oder sogar wasserlöslich. Für eine oleo- und hydrophobe Ausrüstung werden Fluorcarbonverbindungen eingesetzt, deren Oberflächenspannung kleiner ist als die von Öl und Wasser.